# Rosalinde Mynster
Rosalinde Mynster (narozena 28. září 1990 ve Frederiksbergu) je dánská herečka. Je dcerou herečky Karen-Lise Mynster a herce Søren Spanninga.

## Filmografie
- Oddělené světy (2008) jako Sára
- Pravda o mužích (2010) jako Julie
- Královská aféra (2012)